# Pandan Dulang (Babat Toman)
Pandan Dulang is een bestuurslaag in het regentschap Musi Banyuasin van de provincie Zuid-Sumatra, Indonesië. Pandan Dulang telt 1008 inwoners (volkstelling 2010).